# Roszner István
Vitéz báró Roszner István (Máramarossziget, 1896. augusztus 5. – Budapest, 1958. március 3.) magyar földbirtokos, huszárszázados, országgyűlési képviselő.

## Élete
Római katolikus vallásban, báró Roszner Ervin (1852–1928) és gróf ghymesi és gácsi Forgách Klotild (1864–1957) fiaként született; apja egy időben fiumei kormányzó és a király személye körüli miniszter is volt. Gimnáziumi tanulmányait Budapesten végezte, majd a fiumei haditengerészeti akadémián tanult tovább, onnan pedig két év után – a lovasság iránt érzett vonzódása miatt – átlépett a weisskircheni, illetve mödlingi katonaiskolába.
Az első világháború idején mint zászlós, 1915 tavaszán került a harctérre, a 13. jászkun huszárezred kötelékében. A bukovinai offenzívát követően hadnaggyá léptették elő. Könnyebb sebesülést szenvedett, majd gránátnyomást is kapott, de nem hagyta el a frontot; később azonban, amikor a czartorijskii téli csatában vízbe fagyott, kórházba került.
1916 elején egy időre Kecskeméten a kiképző század parancsnoka lett, majd ismét a frontra került és végigküzdötte a Bruszilov-offenzíva harcait. Ezeknek egyik utolsó csatájában, amikor hadosztályának már csak töredéke maradt meg, önként jelentkező huszárokkal rátört az ellenfélre. Merész vállalkozása sikerrel járt, de a kézitusában súlyosan megsebesült és bal lábát tőből amputálni kellett. E haditettéért I. Ferenc József táviratilag kitüntette a Katonai Érdemkereszttel, a német parancsnokságtól a vaskeresztet kapta meg, IV. Károly király pedig a koronázáskor aranysarkantyús vitézzé avatta.
A háború után megvált a katonai pályától és visszavonult családja Vas vármegyei, telekesi birtokára, ahol csak a gazdálkodásnak és gazdasági tanulmányainak élt. A birtokot a tanácsköztársaság idején kommunizálták, a néphangulat nyomására azonban a család kezében hagyták a gazdaság vezetését. Részt vett egyes ellenforradalmi szervezkedésekben, amiért fogságba került, sőt halálra is ítélték, de a kommün bukása megmentette életét. A kormányzó már 1922-ben vitézzé avatta s apja ekkor telekesi birtokából a 320 holdas pálpusztai részt ajánlotta fel számára vitézi birtokként. Onnantól saját gazdaságát vezette, amit elismert mintabirtokká fejlesztett.
Mint gyakorlati növénynemesítő, országos hírnévre tett szert, ugyanígy szakíróként is ismertté tette nevét: sok gazdasági vonatkozású cikke jelent meg, munkatársa lett a Deutsche Landwirtschaftliche Pressének, valamint itthon és Németországban is sok helyütt tartott szakelőadásokat. 1926 nyarán megindította a „Zöldmező-mozgalmat", amely az 1930-as évekre országosan elterjedt.
Az országos politikai életbe 1935-ben kapcsolódott be, amikor a vasvári választókerület népe nagy szótöbbséggel választotta országgyűlési képviselővé a Nemzeti Egység Pártja programjával, négy ellenjelölttel szemben. Az 1939. évi általános választások alkalmával, két ellenjelölttel szemben ismét régi kerülete juttatta a képviselőházba a Magyar Élet Pártja jelöltjeként, az akkor bevezetett titkos szavazás mellett is abszolút szótöbbséggel. Mindkét ciklusában tagja volt a földművelésügyi és a honvédelmi bizottságnak; a költségvetési vitákban és a különféle törvényjavaslatok tárgyalásai során előadott felszólalásai mindig szakszerűséget és alapos felkészültséget tükröztek.
Több társadalmi és gazdasági egyesületben viselt tagságot, egy részükben vezető tisztséget is. Elnöke volt a Növénynemesítők Országos Szövetségének, alelnöke a Felsődunántúli és az Országos Zöldmező Szövetségnek, igazgató-választmányi tagja a vármegyei gazdasági egyesületnek és tagja az Országos Magyar Gazdasági Egyesületnek, illetve utóbbi több szakbizottságának. 1938 karácsonyán íróként is bemutatkozott, ekkor jelentette meg Katonák, népek, események című könyvét.